# Ectophasiopsis arcuata
Ectophasiopsis arcuata là một loài ruồi trong họ Tachinidae.